# Vemb
Vemb er en lille by i det nordlige Vestjylland med 1.238 indbyggere  (2025), beliggende Vemb Sogn. Vemb hører til Holstebro Kommune og er beliggende i Region Midtjylland. Byen ligger tæt på Nissum Fjord og ved Storå.
Vemb er stationsby på jernbanestrækningen mellem Ringkøbing og Holstebro, en del af den vestjyske længdebane. To kilometer syd for byen finder man Nørre Vosborg, som er en herregård omgivet af jordvolde. Den er en af Danmarks ældste og nævnes allerede i 1299.

## Etymologi
Byens navn er kendt tilbage fra 1325 og er gennem årene til 1844 stavet på 8-9 forskellige måder: 1325 Weæm, 1347 Weom, 1350 Wæm, 1360 Wææm, 1500 Wern, 1553 Weem, 1561 Vem, 1599 Wimb, 1612 Vem Kirke > Vemb Kirke, 1844 Vemb.
Første gang, det er nævnt, hed stedet Weæm. Slutbogstavet b dukker op ca. i år 1600, forsvinder igen for endelig i 1844 at optræde i sin nuværende staveform Vemb. Navnet Vemb kender man ikke betydningen af; måske er det afledt af "vium" ("vi" i betydningen "helligdom").

## Historie
Den ældste bygning indenfor den nuværende bygrænse er Vemb Kirke, der kun har undergået få forandringer, siden den blev bygget omkring 1200.
Lige øst for kirken ligger Den Gamle Skole -nu privat ejet – , som var byens eller stedets første skole. Det fortælles at i slutningen af 1800-tallet mødte tre piger den 1.april op i den lille skole med eet klasseværelse. De tre piger nåede alle at blive 100 år.
I 1908 indviede man den nuværende skole ved Burvej, Vemb Skole. En helt anden skole med centralvarme, gymnastiksal (som senere er lavet om til skolebibliotek) og sløjdsal. Vemb Skole har lige afholdt 100-års jubilæum, hvor 1000 tidligere elever kom til fest. 
Først da DSB åbnede jernbanestrækningen Holstebro – Ringkjøbing i 1875, kom der gang i Vemb som by, og da Vemb-Lemvigbanen (VLTJ) kom i 1879, var Vemb pludselig et jernbaneknudepunkt. Dette gav grundlag for, at Gæstgivergaarden kunne bygges, hvorefter byen ret hurtigt udviklede sig til en stationsby. Ved århundredeskiftet blev stationsbyen beskrevet således; "Vem Stationsby med Lægebolig, Haandværkere, handlende, Gæstgiveri, Jærnbane- og Telegrafst."
Ifølge folketællingen 1930 levede af Vembs 724 indbyggere 19 af landbrug, 304 af industri, 141 af handel, 122 af transport, 15 af immateriel virksomhed, 60 af husgerning, 60 var ude af erhverv og 3 havde ikke givet oplysninger.

## Et besøg i Vemb
Kommer man til byen syd fra krydser man Storåen og har som det første på højre side Mariebjerg, en tidligere gård, som sognerådet købte og på stedet byggede et alderdomshjem. Den fungerer ikke mere som sådan. I stedet er der bygget et nyt plejehjem i krohaven ved den tidligere kro "Gæstgivergaarden".
Kommer man fra øst, møder man efter kirken, Vemb skole, som er blevet væsentlig udbygget siden 1908. På venstre side overfor skolen findes Vemb anlæg, populært blandt byens borgere.
Fra nord ser man et industriområde og på højre hånd et boligområde, hvor udvidelser gennem de sidste årtier har fundet sted.
Ad vejen fra vest, som ikke er den store indfaldsvej, kommer man til et boligområde med lav/tæt bebyggelse og blokke med etagebyggeri på venstre side. På højre side har man Vembs flisfyrede, moderne varmeværk.
I Vembs bymidte findes butikker med dagligvarer, tøj, møbler, brød m.m. Byen har siden dens opståen været en vigtig handelsby for oplandet og er stadig under udvikling med skiftende butiksejere og sortimenter.
Når man forlader Vemb mod syd over Storåen, kan man besøge følgende kulturelle steder:
Umiddelbart efter åen finder man på venstre side Skærum mølle – tidligere en stor gård – nu center for folkeuniversitetet, hvor videnskab og kunst formidles til hele samfundet, og hvor man finder stenhus og museer.
På højre hånd lidt længere mod syd ser man den gamle herregård Nørre Vosborg, et sted med historisk atmosfære helt tilbage fra valdemarstiden og hvor H.C. Andersen (som på mange andre herregårde) var gæst, læste, fortalte eventyr og påbegyndte sangen "Jylland mellem tvende have".[kilde mangler]